# H̱olot Rishon LeẔiyyon
H̱olot Rishon LeẔiyyon (hebreiska: חולות ראשון לציון, H̱olot Rishon LeTsiyyon) är en sanddyn i Israel.   Den ligger i distriktet Centrala distriktet, i den norra delen av landet. H̱olot Rishon LeẔiyyon ligger 20 meter över havet.
Terrängen runt H̱olot Rishon LeẔiyyon är platt. Havet är nära H̱olot Rishon LeẔiyyon åt nordväst. Runt H̱olot Rishon LeẔiyyon är det mycket tätbefolkat, med 1 177 invånare per kvadratkilometer. Närmaste större samhälle är Rishon LeẔiyyon, 5,8 km öster om H̱olot Rishon LeẔiyyon. 